# Sornay (Haute-Saône)
Sornay ist eine Gemeinde im französischen Département Haute-Saône in der Region Bourgogne-Franche-Comté.

## Geographie
Sornay liegt auf einer Höhe von 203 m über dem Meeresspiegel, sechs Kilometer westlich von Marnay und etwa 25 Kilometer westnordwestlich der Stadt Besançon (Luftlinie). Das Dorf erstreckt sich im Süden des Départements, beidseits des Ruisseau de la Fontaine de Magney am nördlichen Rand der Talebene des Ognon, am Südwestrand der Monts de Gy.
Die Fläche des 6,29 km² großen Gemeindegebiets umfasst einen Abschnitt des unteren Ognon-Tals. Die südliche Grenze verläuft meist entlang dem Ognon. Dieser fließt hier mit zahlreichen Windungen nach Westen durch eine Alluvialebene, die eine Breite von ungefähr drei Kilometern aufweist und durchschnittlich auf 200 m liegt. Sie wird überwiegend landwirtschaftlich genutzt. Vom Flusslauf erstreckt sich das Gemeindeareal nordwärts über die Talebene und die angrenzenden, sanft geneigten Hänge des Bois du Bège und des Bois de Bay hinauf, welche die südwestlichsten Ausläufer der Monts de Gy bilden. Diese Anhöhen sind aus tertiären Sedimenten aufgebaut. Mit 275 m wird im Bois du Bège die höchste Erhebung von Sornay erreicht. Zwischen den Höhen von Bois du Bège und Bois de Bay befindet sich die breite Talmulde des Ruisseau de la Fontaine de Magney, eines kurzen Seitenbachs des Ognon.
Zu Sornay gehört die Siedlung Banne (198 m) in der Talebene des Ognon. Nachbargemeinden von Sornay sind Hugier und Bay im Norden, Chenevrey-et-Morogne im Osten, Jallerange, Pagney und Vitreux im Süden sowie Montagney im Westen.

## Geschichte
Im Mittelalter gehörte Sornay zur Freigrafschaft Burgund und darin zum Gebiet des Bailliage d’Amont. Eine Adelsfamilie namens Sornay ist im 12. und 13. Jahrhundert belegt. Danach hatte die Baronie Choye die lokale Herrschaft inne, bevor Sornay im 15. Jahrhundert an die Familie Bauffremont kam. Zusammen mit der Franche-Comté gelangte Sornay mit dem Frieden von Nimwegen 1678 definitiv an Frankreich. Die Siedlung Banne gehörte dem Kloster Corneux, dessen Abt 1678 hier einen Hochofen gründete. Seit 2002 ist Sornay Mitglied des 15 Ortschaften umfassenden Gemeindeverbandes Communauté de communes de la Vallée de l’Ognon.

## Sehenswürdigkeiten
Die Dorfkirche von Sornay wurde im 19. Jahrhundert neu erbaut, während der Turm vom Vorgängerbau aus dem 13. Jahrhundert übernommen wurde. Zur reichen Ausstattung gehören zahlreiche Statuen aus dem 15./16. Jahrhundert und eine Kanzel im Louis-XIV-Stil.

## Bevölkerung
| Jahr                       | 1962 | 1968 | 1975 | 1982 | 1990 | 1999 | 2006 | 2011 | 2016 | 2019 |
| Einwohner                  | 204  | 191  | 184  | 183  | 219  | 235  | 286  | 307  | 333  | 347  |
| Quellen: Cassini und INSEE |      |      |      |      |      |      |      |      |      |      |

Mit 354 Einwohnern (1. Januar 2022) gehört Sornay zu den kleinen Gemeinden des Département Haute-Saône. Nachdem die Einwohnerzahl in der ersten Hälfte des 20. Jahrhunderts deutlich abgenommen hatte (1906 wurden noch 354 Personen gezählt), wurde seit Beginn der 1980er Jahre wieder ein kontinuierliches Bevölkerungswachstum verzeichnet.

## Wirtschaft und Infrastruktur
Sornay war bis weit ins 20. Jahrhundert hinein ein vorwiegend durch die Landwirtschaft (Ackerbau, Obstbau und Viehzucht) geprägtes Dorf, während sich in Banne metallverarbeitendes Gewerbe niedergelassen hatte. Heute gibt es einige Betriebe des lokalen Kleingewerbes. In den letzten Jahrzehnten hat sich das Dorf zu einer Wohngemeinde gewandelt. Viele Erwerbstätige sind deshalb Wegpendler, die in den größeren Ortschaften der Umgebung und in der Agglomeration Besançon ihrer Arbeit nachgehen.
Die Ortschaft liegt abseits der größeren Durchgangsachsen an einer Departementsstraße, die von Marnay nach Pesmes führt. Der nächste Anschluss an die Autobahn A36 befindet sich in einer Entfernung von ungefähr 15 km. Weitere Straßenverbindungen bestehen mit Pagney, Chancey und Bay.